# مرسيدس بيناس دومينجو
ماريا مرسيدس بيناس دومينغو (ولدت في 18 نوفمبر 1968م مدريد، إسبانيا) وهي عالمة سياسية إسبانية كوستاريكية ومتخصصة في التنمية الدولية في أمريكا اللاتينية. بيناس هي زوجة رئيس كوستاريكا السابق لويس غييرمو سوليس، حيث شغلت منصب السيدة الأولى لكوستاريكا منذ 8 مايو 2014م. وهي تعيش بيناس وسوليس في ظل شراكة مدنية.

## سيرتها الشخصية
ولدت بيناس في مدريد بإسبانيا في 18 نوفمبر 1968م. حيث زارت كوستاريكا لأول مرة في أغسطس 1991م لحضور جامعة السلام (UPEACE)، حيث حصلت على درجة الماجستير في العلاقات الدولية والسلام والتعاون الإنمائي. وهناك قابلت لويس غييرمو سوليس، شريكها المستقبلي الذي يكبرها بعشر سنوات، أثناء دراستها للحصول على درجة الماجستير في جامعة السلام. فكان سوليس أحد أساتذتها.
أمضت بيناس عامين في الدراسة في جامعة السلام في كوستاريكا قبل أن تعود إلى إسبانيا بعد حصولها لدرجة الماجستير. ثم بعد ذلك بعامين، عادت إلى كوستاريكا لقبول وظيفة في معهد البلدان الأمريكية للتعاون في الزراعة (IICA) في وزارة الشؤون الخارجية. وبالإضافة إلى ذلك، عملت كمستشارة لتحالف «الغابات الاستوائية» والاتحاد الأوروبي والأمم المتحدة.
عملت بيناس في ديموكا، وهو الفرع المالي للوكالة الإسبانية للتعاون الإنمائي الدولي (AECID)، منذ عام 1997م. وهي الآن متجنسة في كوستاريكا.
واعدت مرسيدس بينياس دومينغو ولويس غييرمو سوليس منذ عام 2006م، كزوجين، غير المتزوجين، وانجبوا ابنة واحدة، إينيس سوليس بيناس. لدى سوليس خمسة أطفال من زواجه السابق من نانسي ريتشاردز.
بقيت بيناس بعيدًة عن الأنظار خلال معظم الانتخابات الرئاسية لعام 2014م. ثم ظهرت هي ولويس غييرمو سوليس، المرشح آنذاك لحزب حركة المواطنين، لأول مرة في مؤتمر صحفي في 8 مارس عام 2014م، لمحاورة جوني أرايا مونج، خصم سوليس الذي انسحب من الحملة.
أصبحت مرسيدس بيناس دومينغو السيدة الأولى لكوستاريكا في 8 مايو 2014م، عندما تم تنصيب سوليس رئيسًا. خَلفت خوسيه «ماريا ريكو»، الرجل الأول المنتهية ولايته لكوستاريكا. حيث تصف بيناس نفسها على موقع فيسبوك بأنها (امرأة وأم ورفيقة والسيدة الأولى لجمهورية كوستاريكا).
رافقت بيناس زوجها في أول زيارة رسمية لها إلى وطنها إسبانيا يومي 17 و 18 مارس 2015م.